# Filea de Sus, Cluj

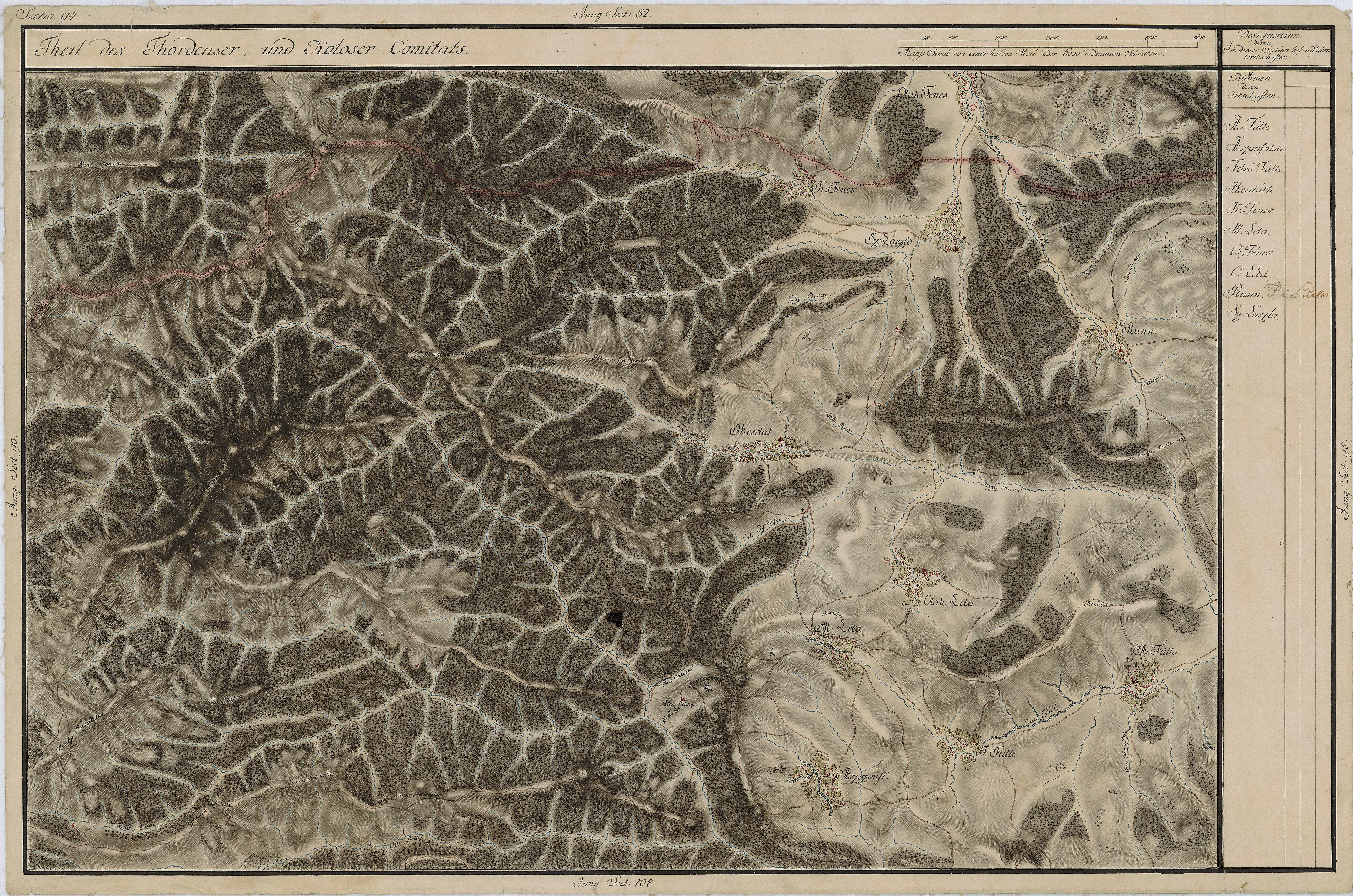
Filea de Sus pe Harta Iosefină a Transilvaniei, 1769-1773 (Sectio 094)

Filea de Sus (în maghiară Felsöfüle) este un sat în comuna Ciurila din județul Cluj, Transilvania, România.
Pe Harta Iosefină a Transilvaniei din 1769-1773 (Sectio 094), localitatea apare sub numele de „F. (Felsö) Fülle”.

## Date geografice
Altitudinea medie: 610 m.

## Lăcașuri de cult
- Biserica de lemn din Filea de Sus